# Alois Riehl
Alois Adolf Riehl (Bolzano, 27 aprile 1844 – Berlino, 21 novembre 1924) è stato un filosofo austriaco.

## Biografia
Riehl studiò a Vienna, Monaco, Innsbruck e Graz. Lavorò come professore ordinario di filosofia a Graz dal 1878, poi a Friburgo (dal 1882 in sostituzione di Wilhelm Windelband), Kiel e Halle, e infine a Berlino, dove disse a Mies van der Rohe di progettare la sua casa a Neubabelsberg.
Per Riehl, la filosofia non era uno insegnamento della Weltanschauung, ma principalmente una critica della percezione.
Riehl morì a Neubabelsberg, vicino a Potsdam, e fu sepolto nell'alter Friedhof a Klein-Glienicke.
Sua moglie Sofie era la zia di Frieda Gross, la moglie del medico austriaco, scienziato e rivoluzionario, Otto Gross.

## Opere
- Der Philosophische Kriticismus und seine Bedeutung für die positive Wissenschaft, 1876.
- Beiträge zur Logik, 1892.
- "The principles of the critical philosophy", 1894 (tradotto in inglese da Arthur Fairbanks), London: Kegan Paul, Trench, Trübner, & Co., Ltd, 1894.
- Friedrich Nietzsche, der Künstler und der Denker, 1897.
- Zur Einführung in die Philosophie der Gegenwart, 1903.
- Systematische philosophie, 1907 (con Wilhelm Dilthey).
- Der philosophische kritizismus, geschichte und system, 1908.